# HK Briansk
Le HK Briansk - en russe : ХК Брянск - est un club de hockey sur glace de Briansk dans l'oblast de Briansk en Russie. Il évolue dans la Pervaïa Liga.

## Historique
Le club est fondé en 1957 sous le nom de Dinamo Briansk. Il est renommé HK Briansk en 2008.

## Palmarès
- Aucun titre.